# Fantasy Filmfest 2013
Das 27. Fantasy Filmfest (2013) fand in der Zeit vom 20. August bis 12. September für jeweils eine Woche in den Städten Berlin, Frankfurt, Hamburg, Köln, München, Nürnberg und Stuttgart statt. Die Fantasy Filmfest Nights fanden wie in den Vorjahren im März in den Festivalstädten statt.
| Titel                            | Regisseur                           | Sparte                     |
| -------------------------------- | ----------------------------------- | -------------------------- |
| American Mary                    | Jen Soska und Sylvia Soska          | FFF Nights                 |
| The ABCs of Death                | Diverse                             | FFF Nights                 |
| The Bay                          | Barry Levinson                      | FFF Nights                 |
| Citadel                          | Ciaran Foy                          | FFF Nights                 |
| The Collection                   | Marcus Dunstan                      | FFF Nights                 |
| John Dies at the End             | Don Coscarelli                      | FFF Nights                 |
| No One Lives                     | Ryūhei Kitamura                     | FFF Nights                 |
| Painless                         | Juan Carlos Medina                  | FFF Nights                 |
| The Seasoning House              | Paul Hyett                          | FFF Nights                 |
| Stoker                           | Park Chan-wook                      | FFF Nights                 |
| A Field in England               | Ben Wheatley                        | Selected Features          |
| Aftershock                       | Nicolás López                       | Selected Features          |
| Animals                          | Marçal Forés                        | Selected Features          |
| App                              | Bobby Boermans                      | Fresh Blood                |
| Big Ass Spider!                  | Mike Mendez                         | Selected Features          |
| Big Bad Wolves                   | Aharon Keshales und Navot Papushado | Special Premiere Screening |
| Blancanieves                     | Pablo Berger                        | Fresh Blood                |
| Blue Exorcist: The Movie         | Atsushi Takahashi                   | Focus Asia                 |
| The Body                         | Oriol Paulo                         | Fresh Blood                |
| Byzantium                        | Neil Jordan                         | Selected Features          |
| Cheap Thrills                    | E.L. Katz                           | Fresh Blood                |
| Cold Blooded                     | Jason Lapeyre                       | Selected Features          |
| Come Out and Play                | Makinov                             | Selected Features          |
| The Complex                      | Hideo Nakata                        | Focus Asia                 |
| The Congress                     | Ari Folman                          | Opening Night              |
| Cottage Country                  | Peter Wellington                    | Selected Features          |
| Dark Touch                       | Marina de Van                       | Selected Features          |
| The Desert                       | Christoph Behl                      | Selected Features          |
| Drug War                         | Johnnie To                          | Focus Asia                 |
| Europa Report                    | Sebastián Cordero                   | Selected Features          |
| Frankenstein’s Army              | Richard Raaphorst                   | Midnight Madness           |
| Fresh Meat                       | Danny Mulheron                      | Selected Features          |
| The Grief Tourist                | Suri Krishnamma                     | Selected Features          |
| Hatchet III                      | BJ McDonnell                        | Midnight Madness           |
| Devil’s Pass                     | Renny Harlin                        | Selected Features          |
| House of Last Things             | Michael Bartlett                    | Selected Features          |
| The Human Race                   | Paul Hough                          | Midnight Madness           |
| I Declare War                    | Jason Lapeyre und Robert Wilson     | Fresh Blood                |
| In the Name of the Son           | Vincent Lannoo                      | Director’s Spotlight       |
| Jug Face                         | Chad Crawford Kinkle                | Selected Features          |
| The Last Days                    | Àlex Pastor und David Pastor        | Selected Features          |
| The Lords of Salem               | Rob Zombie                          | Selected Features          |
| Love Eternal                     | Brendan Muldowney                   | Selected Features          |
| Makkhi                           | S.S. Rajamouli                      | Focus Asia                 |
| Miserere                         | Sylvain White                       | Selected Features          |
| New World                        | Park Hoon-jung                      | Focus Asia                 |
| Der Nordwesten (Nordvest)        | Michael Noer                        | Fresh Blood                |
| Numbers Station                  | Kasper Barfoed                      | Selected Features          |
| Odd Thomas                       | Stephen Sommers                     | Selected Features          |
| The Philosophers – Wer überlebt? | John Huddles                        | Selected Features          |
| Raze                             | Josh C. Wallers                     | Midnight Madness           |
| Revenge for Jolly!               | Chadd Harbold                       | Selected Features          |
| Robin Hood                       | Martin Schreier                     | Selected Features          |
| S-V/H/S                          | Diverse                             | Selected Features          |
| Siberean Education               | Gabriele Salvatores                 | Selected Features          |
| Scenic Route                     | Michael Goetz und Kevin Goetz       | Selected Features          |
| Son of Cain                      | Jesús Monllaó                       | Selected Features          |
| Sweetwater                       | Logan Miller                        | Centerpiece                |
| Taped                            | Diederik van Rooijen                | Selected Features          |
| Tulpa                            | Federico Zampaglione                | Midnight Madness           |
| uwantme2killhim?                 | Andrew Douglas                      | Fresh Blood                |
| Vanishing Waves                  | Kristina Buozyte                    | Selected Features          |
| Welcome to the Jungle            | Rob Meltzer                         | Selected Features          |
| Wrong                            | Quentin Dupieux                     | Selected Features          |
| You’re Next                      | Adam Wingard                        | Closing Night              |
| The Banshee Chapter              | Blair Erickson                      | Selected Features          |
| Pawn Shop Chronicles             | Wayne Kramer                        | Selected Features          |
| Dirty Weekend                    | Christopher Granier-Deferre         | Fresh Blood                |
| Upstream Colour                  | Shane Carruth                       | Fresh Blood                |
| Three-60                         | Alejandro Ezcurdia                  | Selected Features          |
| Saving General Yang              | Ronny Yu                            | Focus Asia                 |
| 100 Bloody Acres                 | Cameron und Colin Cairne            | Selected Features          |
| Haunter                          | Vincenzo Natali                     | Selected Features          |
| Zombie Hunter                    | K. King                             | Midnight Madness           |
| The Battery                      | Jeremy Gardner                      | Selected Features          |

Neben dem Langfilmprogramm werden in der Rubrik Get Shorty diverse Kurzfilme gezeigt, u. a. Death of the Shadow von Tom Van Avermaet und Tumult von Johnny Barrington.